# 獸耳

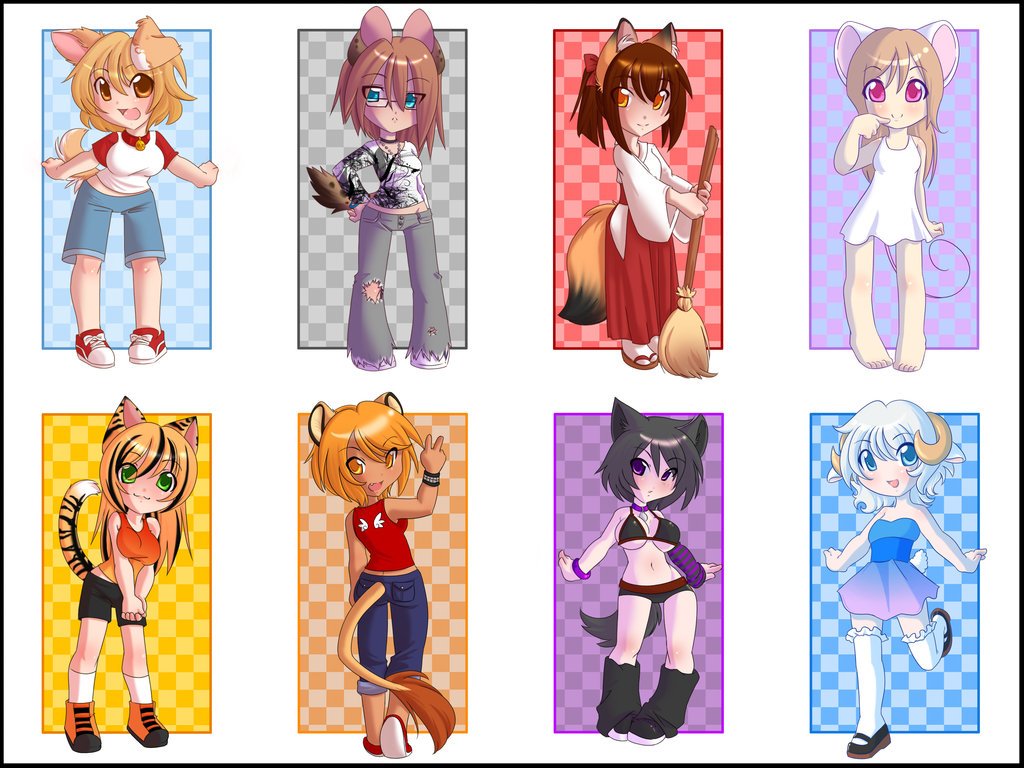
使用各種動物獸耳的女性CG角色

獸耳（日文：獣耳，假名：けものみみ；英文借用語：Kemonomimi）是指在其身體外型上長出或使用配件裝上各種類型動物耳朵特徵的男性和女性虛構及現實人物之集合代名詞，在ACG文化和同人界中為「萌」屬性中的其中一項要素。
獸耳的組成結構和其特徵與其套用的動物種類相對應，於二次元和三次元相關作品中，最常被使用於人物外型設定上的「貓耳」即為其底下的其中一項動物耳分類。許多ACG作品中，角色搭配獸耳這項裝備已經成為「萌」屬性的一環（絕大部分是女性角色），隨著時間和相關作品的陸續推出，「獸耳」這項屬性甚至已經成為某些ACG作品在進行人物設定或種族架構上的傳統，其地位已不可動搖。
而在現實世界中，動漫畫角色Cosplay扮演或近年來開始流行的女僕咖啡廳，以及各種由真人演員實際演出的奇幻題材電影或是連續新年快樂！劇中，不論是原創或是將舊作品重新拍攝，亦開始加入了「獸耳」這一項元素作為其人物設定的一環。

## 獸耳的屬性
貓耳是獸耳中所包括的動物中的其中一種（正如貓是獸的其中一種類別），但是獸耳這個集合名稱的由來某部份卻是因為萌元素中對貓耳的盛行，令可能運用的動物形象開始擴展至其他獸類，最後需要以獸耳這個大類來概括整個擬獸化的作品圈。
然而，這種衍生概念只適用於ACG創作和同人文化界，而非獸迷文化界，這是因為獸迷界中的相關創作對各種動物的取材較平均，不像ACG界和同人界絕大多數是以貓為中心作為其擬人化的唯一對象。故此，雖然獸耳一詞在理念上包括貓耳，但在實際上，兩者的意思會出現少許對立關係。
在亞洲地區相關二次元ACG作品和個人創作很風行的日本，會出現獸耳相關外型的人物作品以手繪和CG插畫界之個人創作為最大宗（創作容易，無需設定相關背景或世界觀），其次是遊戲界與漫畫界，最後才是動畫和電影。而在相關創作中，具有獸耳特徵的男性和女性人物通常也被創作者歸屬在獸迷（日語：ケモノ）的大類之下
而某些使用獸耳作為人物外型設定的一項原因，就是可以藉由採用特定動物來讓觀眾可以了解該角色的人格或性格（二次元中常稱之為「屬性」），最常使用的貓耳就帶有野性與奔放的特質，使用「犬」耳代表的是從順或文靜等等，而在二次元相關創作中，使用獸耳的人物會一併出現該動物的其他特徵也是常見設定，最常見的就是長出與套用獸耳相同動物的尾巴，某些獸耳人物設定中連說話，肢體動作甚至於慣用語或語助詞等都會產生擬獸化的效果。

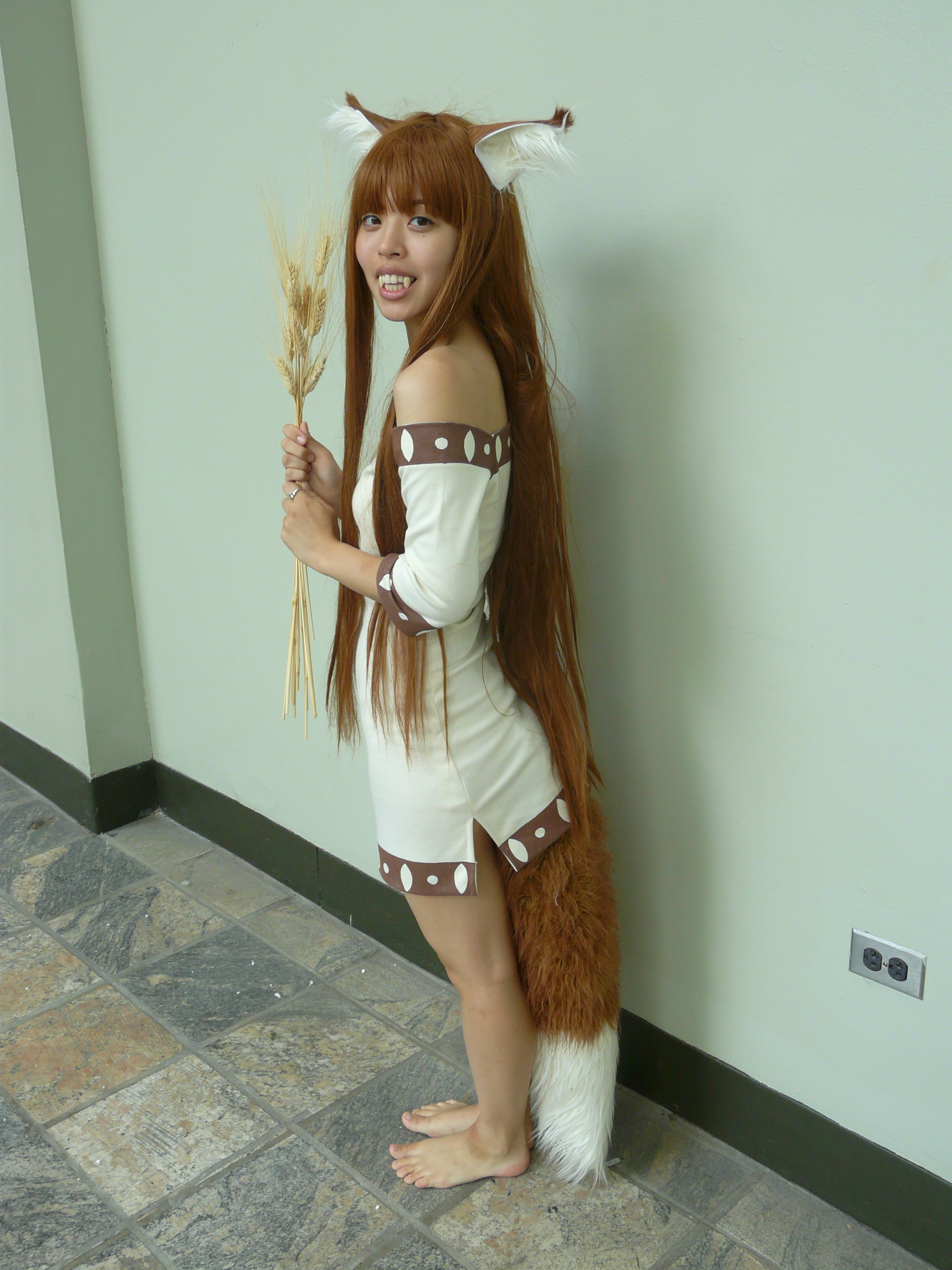
狼耳的COSPLAY
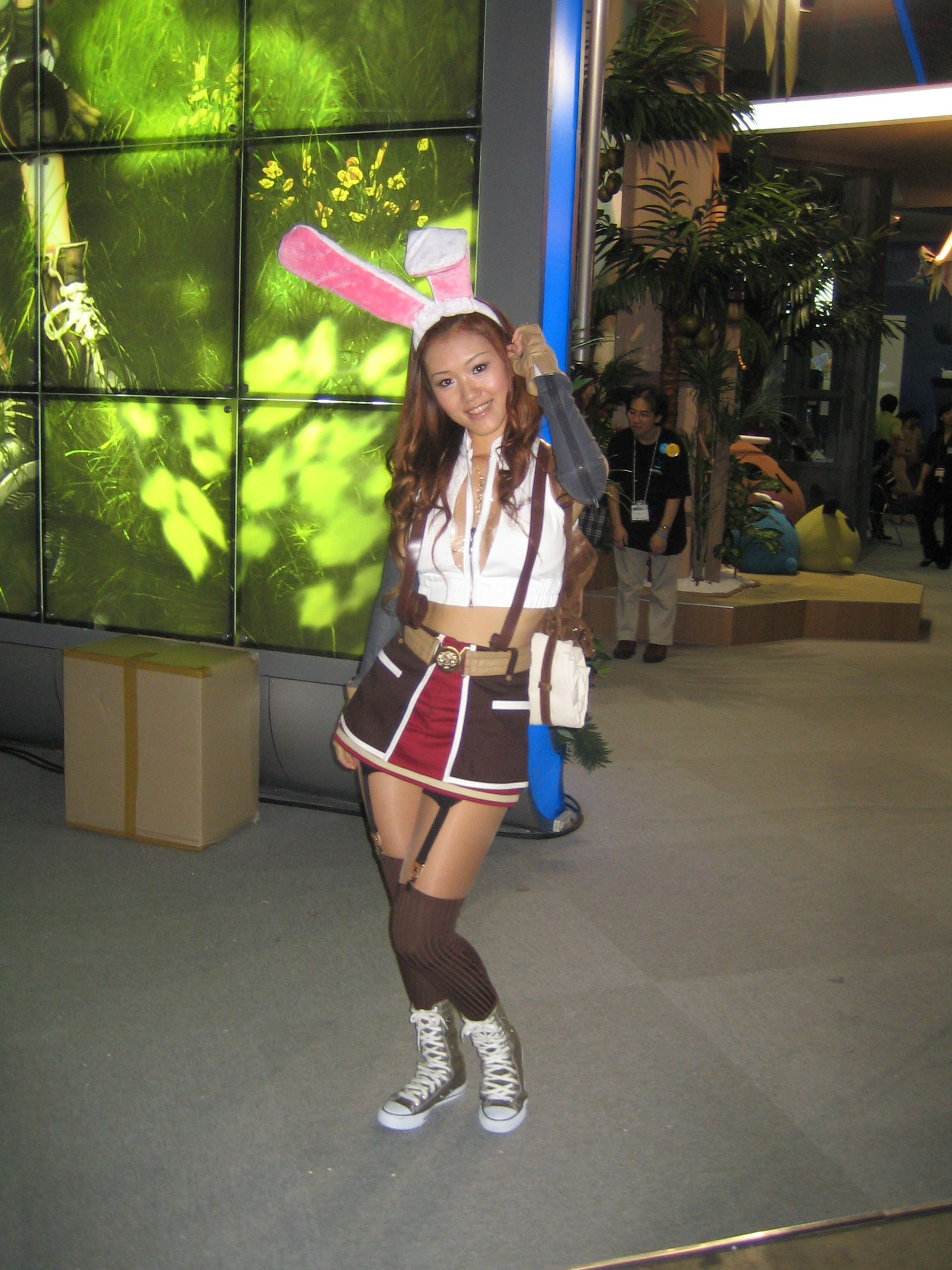
兔耳的COSPLAY
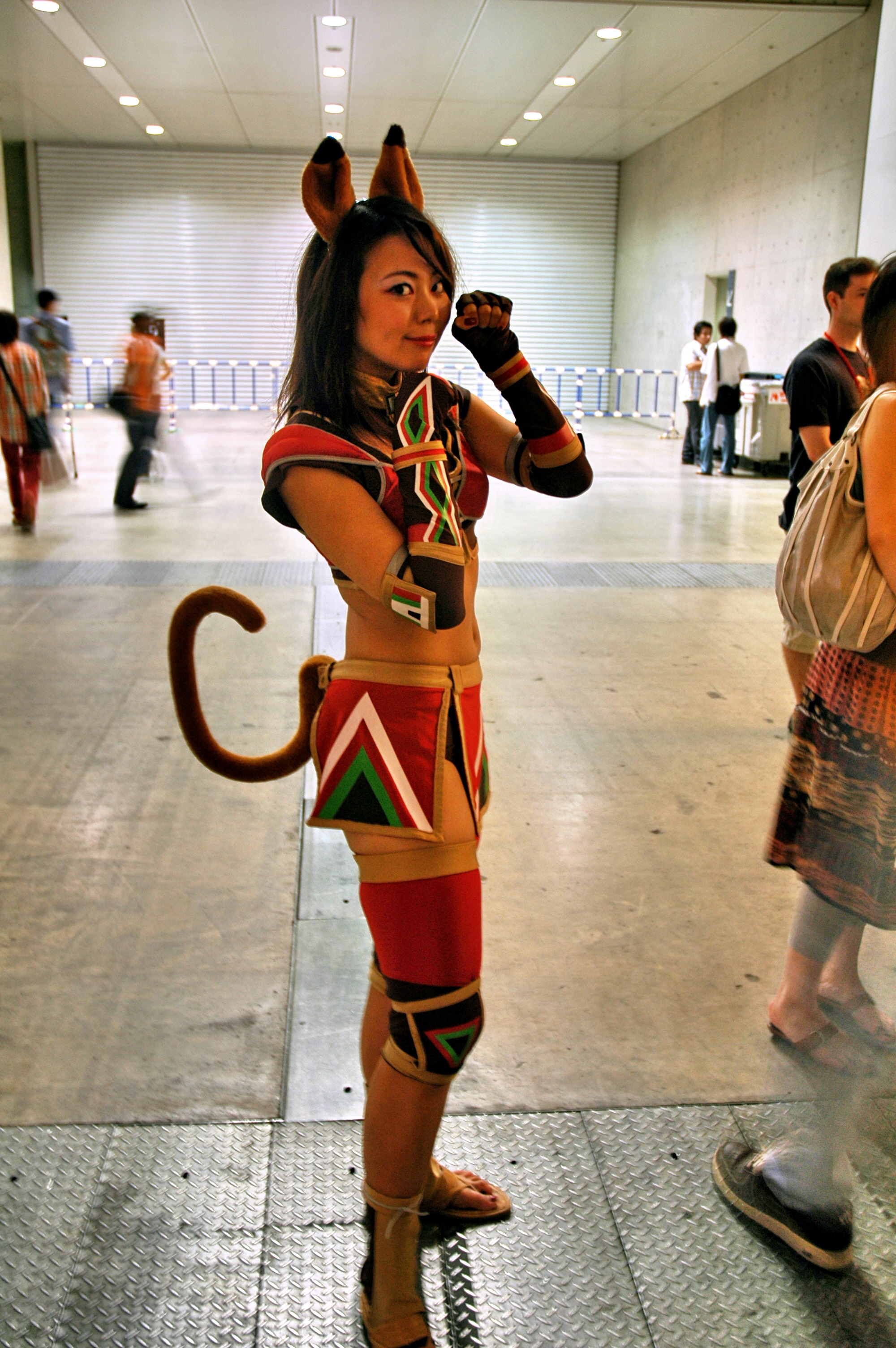
貓耳的COSPLAY
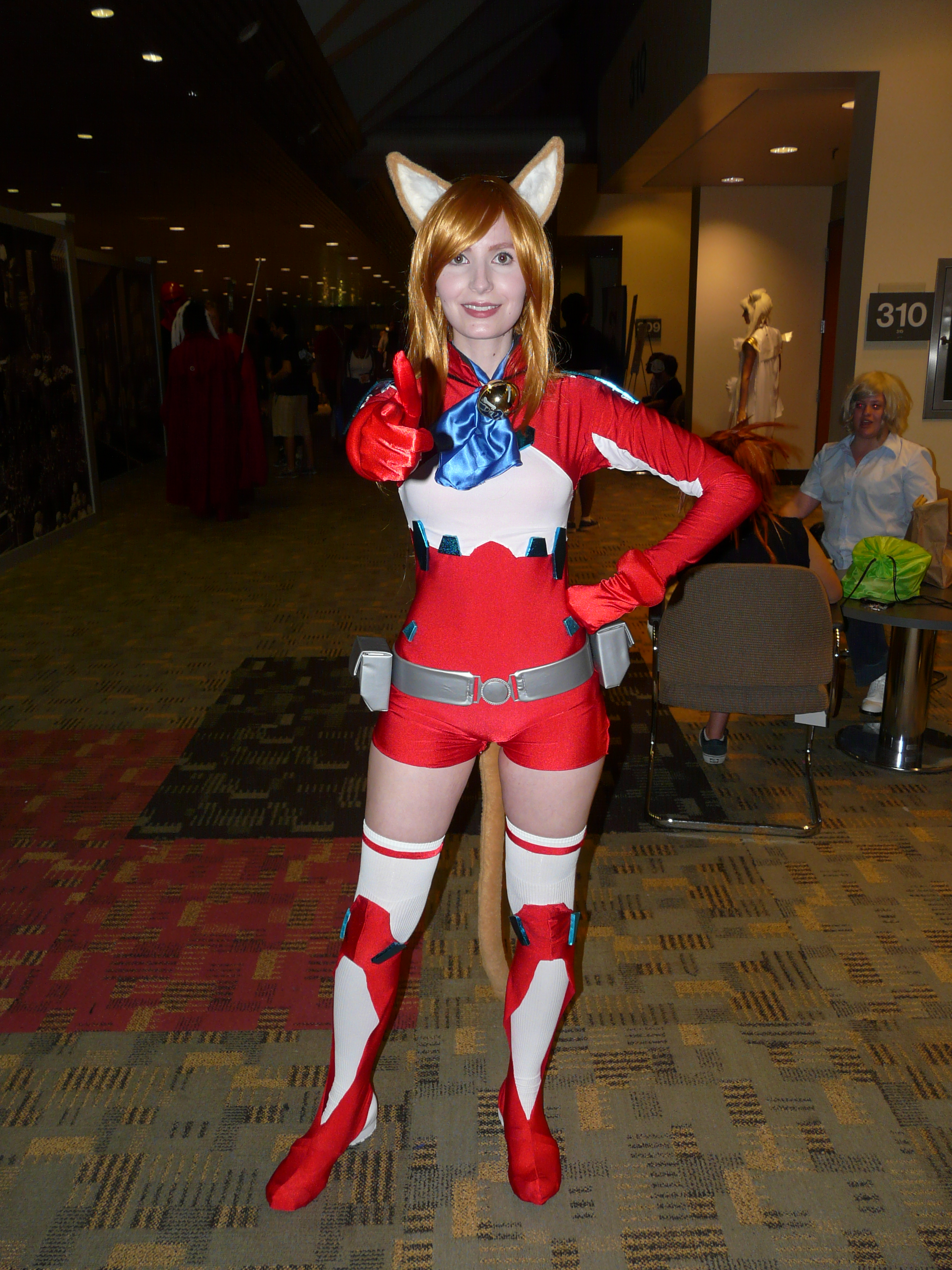
貓耳的COSPLAY 2
使用貓耳的CG女性
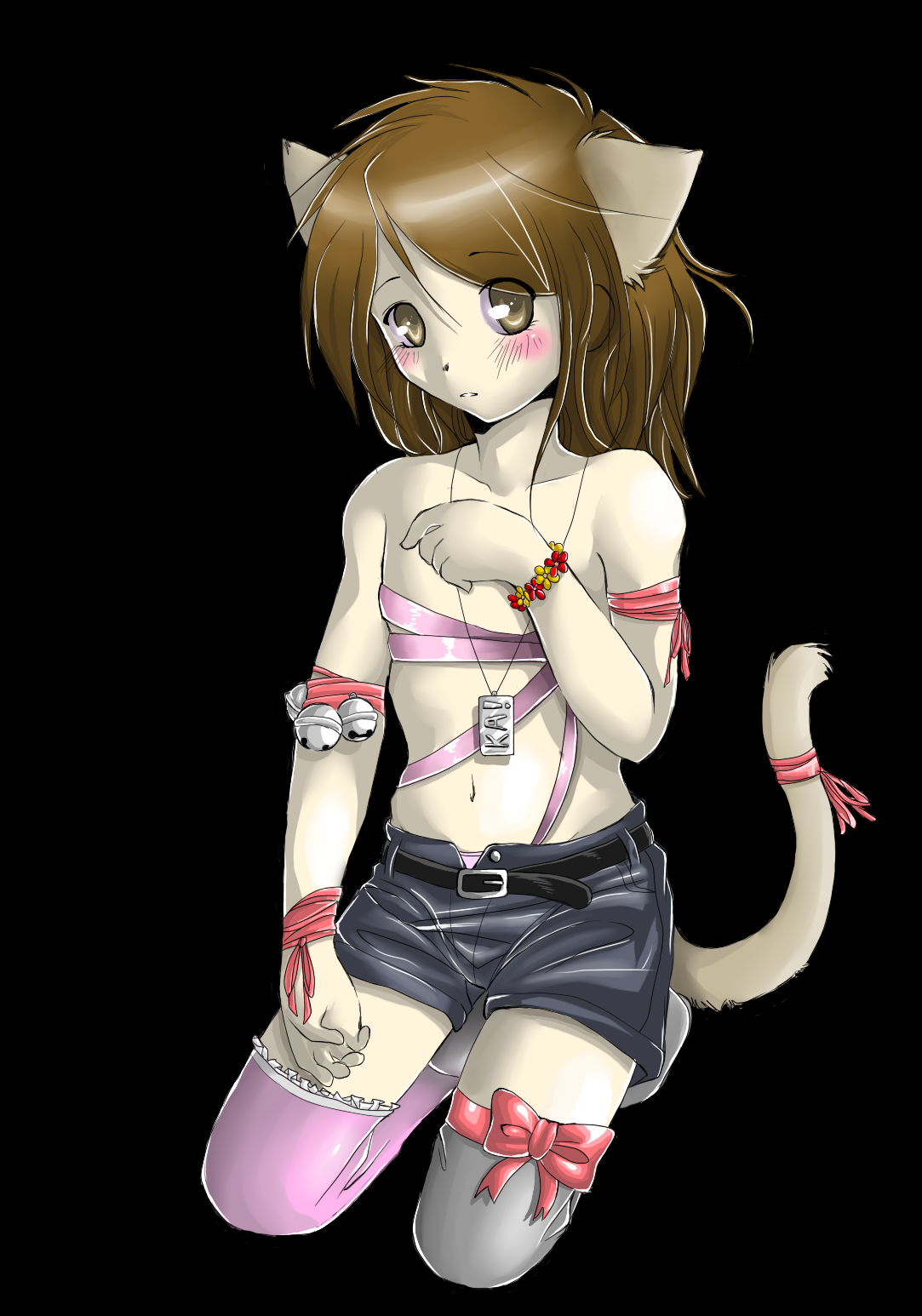
使用貓耳的CG女性 2
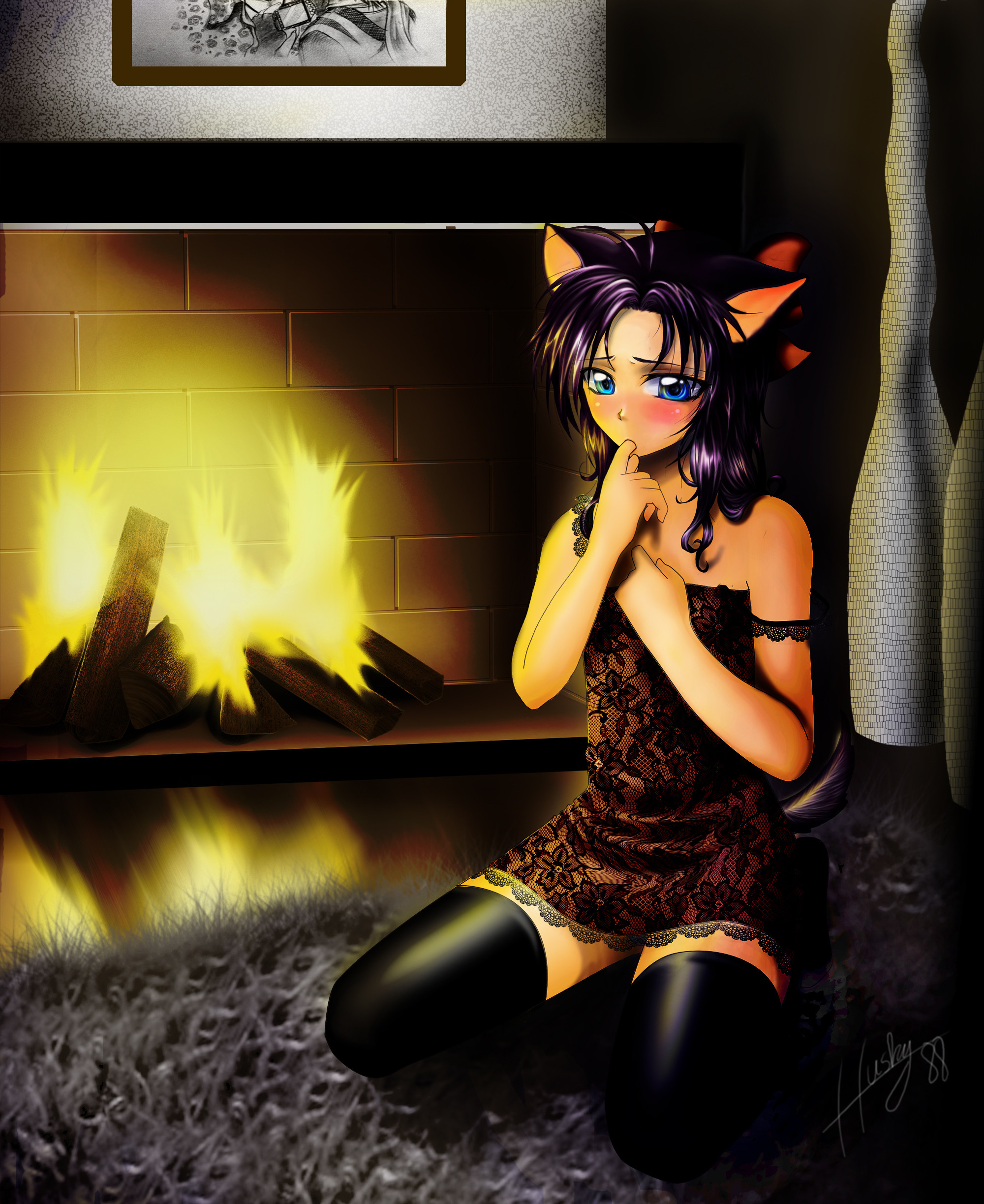
使用貓耳的CG女性 3
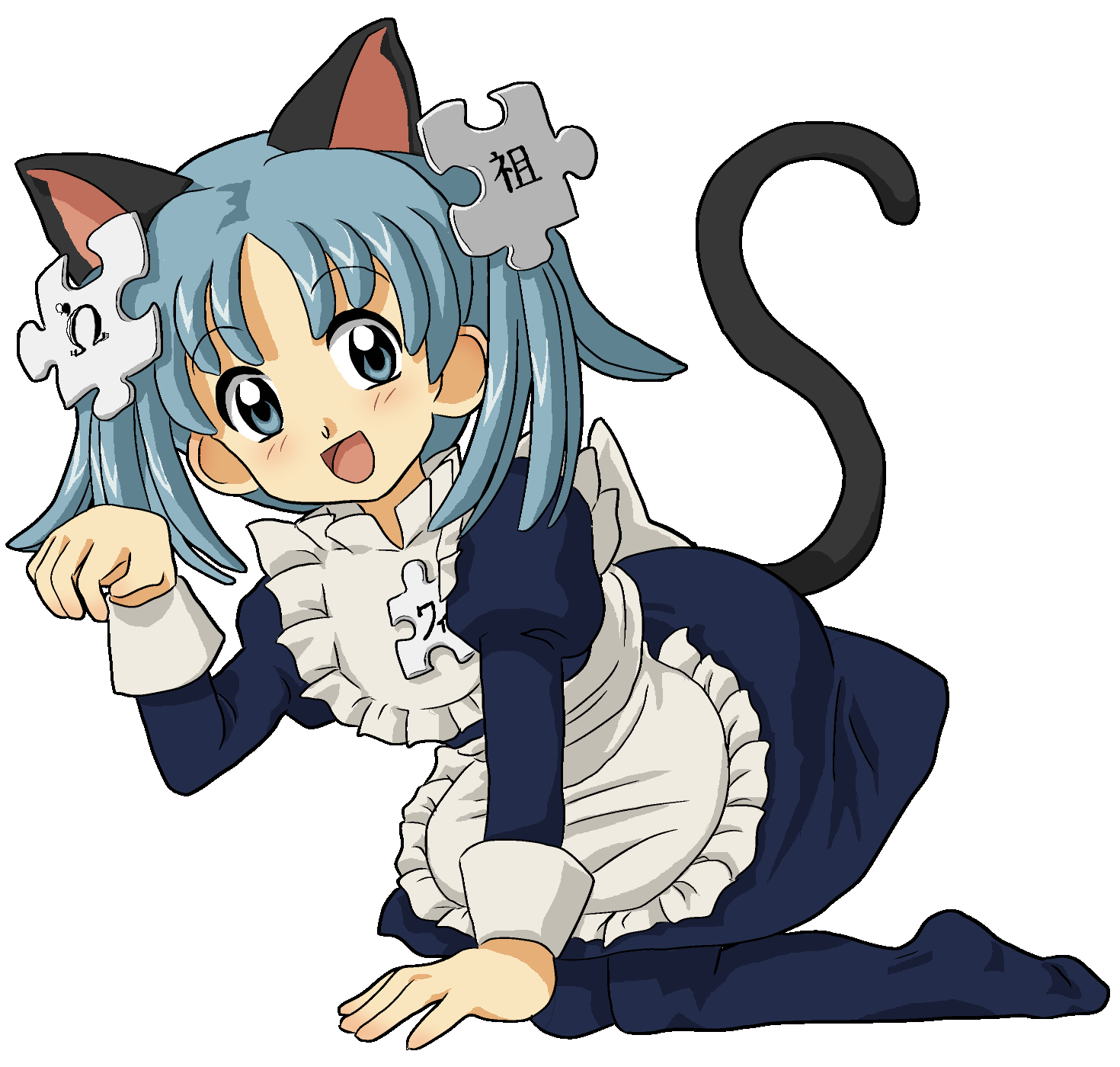
使用貓耳的維基娘

## 目前典型的獸耳類型
目前隨著各種題材的ACG作品，同人創作，二次創作，個人手繪圖和CG插畫作品的持續增加，獸耳底下的「屬性」分類已十分多樣化，列舉出最常出現於人物外型設定上所採用的獸耳：

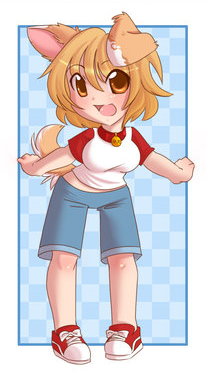
犬耳
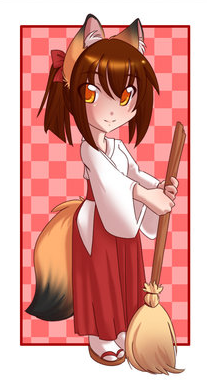
狐耳
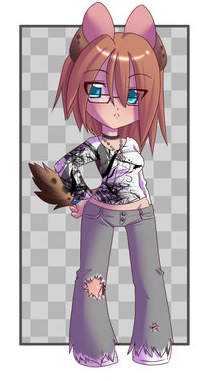
鬣狗耳
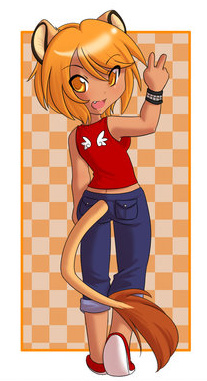
獅耳
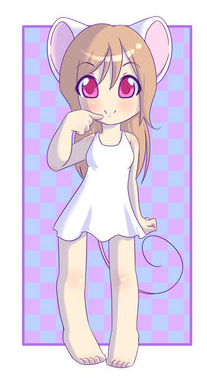
老鼠耳
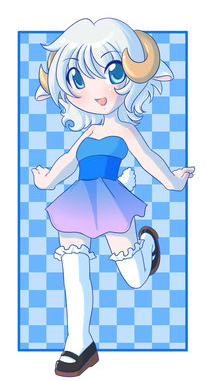
綿羊耳
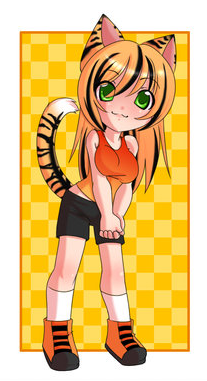
虎耳
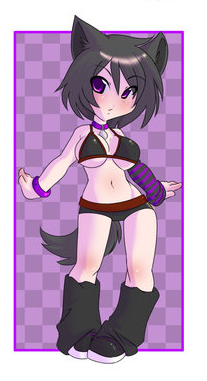
狼耳

- 貓耳：最多作品中的人物設定必定會採用的獸耳化屬性，通常伴隨著貓尾巴和鈴鐺或緞帶等配件，絕大部分都是女性人物，少部分設定中人物的舉止會出現貓的動作（舔手或身體）或講話帶「喵」的尾音，是獸耳化屬性的最初與最大類型之流行動物，已經成為萌屬性的其中一項定義，相關作品跨足動畫、漫畫、遊戲、電影、小說、輕小說、個人手繪插畫、個人CG插畫等各文化，以日本著名的個人繪畫圖文創作交流網站pixiv為例，到2013年為止已經有相關被分類為貓耳屬性的作品34000張以上的產量，也是現實世界中最多人從事COSPLAY以及女僕咖啡廳中所出現的其中一項配備。近年來還有科技廠商開發出可以戴在頭上且能感應配戴者情緒作出對應擺動的機械貓耳。[1]

- 犬耳：使用數量排在貓耳和狐耳之後的獸耳屬性，由於貓耳萌化角色的大量出現，和貓並稱為都市和家庭中常見飼養動物的犬類亦成為ACG作品中角色擬獸化之對象，在相關作品中通常與貓耳或其他獸耳屬性的角色一同登場，使用的人物男女皆有且性格上偏向從順或文靜，且角色通常除了長出犬尾巴外，脖子上會出現項圈也是採用該屬性的一項附屬特徵，但由於犬類給人的印象偏向男性，故某些以男性作為主角的ACG作品中若採用獸耳則幾乎都會是犬耳屬性。[2]

- 狐耳：由於狐狸這種獸類在世界各地皆有很高的知名度，尤其在中國和日本的神話傳說中又佔有其地位（狐仙或狐神），故人物設定中搭配狐耳也是一項傳統，使用該獸耳的角色幾乎都是女性，且獸耳的長度外型變化多端也是其特色，從一般與真實狐狸耳朵同等長度到超長外型的狐耳皆有，而一般使用這項獸耳特徵的女性角色一般被創作者稱之為「狐娘」，多數會搭配穿著日式巫女服或是傳統日本和服，於作品中通常也都是擔任狐仙或神的奇幻類型角色。[3]

- 狼耳：屬於比較少出現於ACG作品和同人作品中的獸耳屬性，因為在動物耳朵的外型上經常與犬耳混淆故較少被創作者採用，除非作品中有明確設定，採用狼耳的人物男性多於女性，一樣會同時出現狼尾巴的特徵。

- 老鼠耳：和上述的狼耳一樣屬於較少出現的屬性，但在某些作品中會有專屬的角色使用。[4]

- 松鼠耳：比狼耳和老鼠耳更少被採用，一樣由特定的角色使用，經常和松鼠外型的另一項特徵－巨大尾巴同時出現。[5]

- 虎耳：擁有老虎外型耳朵屬性的人物即可稱之，通常一樣伴隨著老虎尾巴作為輔助配件，也是獸耳系列中少數族群之一，而採用虎耳的角色無論男女幾乎在職業或服裝設定上都是以武術或功夫高手為主也是其特性。[6]

- 熊耳：頭上長出熊耳朵的人物，於獸耳使用動物分類中也是少數。[7]

- 牛耳：最常見於「牛娘」這種由日本個人插畫界所自行創作出的女性角色，除了牛尾巴和牛角這種必備配件外，通常該屬性的女性角色胸部都很大，也就是俗稱的巨乳，衣著上最常出現搭配著有乳牛黑白相間花紋的緊身衣或是比基尼泳裝[8]

- 豬耳：頭上長出豬的耳朵之人物，作為獸耳屬性的使用上極為稀少，幾乎都是身材不高且體型豐滿的女性角色使用，除了豬尾巴之外，很多人物還會在臉上追加豬鼻子作為第二輔助配件來提升獸化之程度。[9]

- 兔耳：典型代表為花花公子的兔女郎，很多ACG作品中經常由溫柔的女性角色擔任，和其他獸耳的最大差異是耳朵幾乎都長在頭的正上方而不是兩側。[10]

- 鰭耳：人的耳朵外型變成了魚的魚鰭構造，作品以人魚為其外型代表。[11]

- 皮卡耳：出自日本名作品神奇寶貝系列的人氣角色皮卡丘，將人物的耳朵替換成皮卡丘的耳朵即可稱之，部分創作中將皮卡丘給擬人化後保留了原本耳朵之設定也可以稱之，目前由於神奇寶貝系列中有許多角色的外型受到歡迎，因此已經出現其他的分支，不再限於皮卡丘。[12]

- 羽毛耳：人物的耳朵部分被替換成鳥類羽毛的外觀即可稱之，或耳朵外型像鳥類翅膀的設定亦可稱之，但使用該系列的作品和相關創作很少，絕大一部分是特定ACG作品中的角色所專用。[13]

- 猴子耳人物的耳朵部分被替換成猴子的外觀即可稱之。

## 有獸耳出現的作品
- 明日方舟：由中國大陆鹰角网络發行的新型策略塔防遊戲，之後亦有動漫黎明前奏，其作品約有八成角色為具獸耳外型的種族。
- 傳頌之物：由日本Leaf公司發行的SRPG遊戲，之後改編為動畫，其作品中幾乎所有人物皆為擁有獸耳外型的「亞人」。

- Di Gi Charat：在台灣地區稱為叮噹小魔女，香港稱為滴骰孖妹，原先是日本企業Broccoli為其角色精品店所做的角色企畫，是一個典型的獸耳作品。

- 守護甜心：月詠幾斗(貓耳)

- 強襲魔女：是Project Kagonish為原作、插畫家島田フミカネ負責插畫、角川書店企劃的跨媒體製作作品，登場的所有女性角色皆有可以變身成魔女的專屬技能，變身後身體上會長出獸耳和尾巴但原先人類的耳朵卻不會被取代或消失，是ACG界中少數將軍武和萌（獸耳）屬性結合的作品。

- DOG DAYS：是於2011年4月在日本所播放的原創奇幻類型電視動畫，由TOKYO MX及MBS等電視台放送，於主角所到達的異世界弗洛尼爾德中，除了來自地球的主角和其同伴外，其餘角色因為種族設定，不論男女均長有獸耳和獸尾巴。

- 我家有個狐仙大人：原作為輕小說，日本第10屆電擊小說大獎金獎作品，之後被改編為漫畫和動畫，動畫版於2008年播放，主角之一的「天狐空幻」即為狐耳角色典型代表。

- 我的狐仙女友：是西野勝海原作、狐印插畫的輕小說作品，之後亦改編漫畫及電視動畫，狐耳角色系列的另一部大作。

- 緋色的碎片：Idea Factory所發售的戀愛冒險遊戲。其中作品裡登場的角色「鴉取真弘」、「狐邑祐一」、「狗谷遼」於力量完全覺醒後，身體會出現獸耳和動物的特徵（例如雙翼或尾部）。

- BLEACH：久保帶人所著作的漫畫，其中的種族「破面」於施展刀劍解放後，會現出原本的型態，其中有部分破面的變身型態會出現獸耳和其他動物特徵。

- ONE PIECE：尾田榮一郎所著作的漫畫，其中擁有「動物系惡魔果實」的能力者，有部分會在變身期間出現獸耳和其他動物特徵。

- 元氣少女緣結神：鈴木JULIETTA著作的少女漫畫。男主角巴衛即為狐耳角色典型代表。

- 夏目友人帳：綠川幸所著作的漫畫，其中的妖怪「子狐」化為人形時即是狐耳角色。

- 狼與辛香料：支倉凍砂所著作的輕小說，曾獲得日本第12回電擊小說大賞銀賞以及「這本輕小說真厲害！2007年」第一名，之後被改編為漫畫和動畫，動畫於2008年1月及2009年7月分別播出第一季和第二季，其女主角「赫蘿」為狼耳角色典型代表。

- 赤龍戰役：聯繫者

- 問題兒童都來自異世界？：動物相關種族有獸耳。例如黑兔的兔耳。

- 動物朋友：加帕利公園裡的動物朋友多數有獸耳。

- 盾之勇者成名錄：原作中有獸耳、尾巴等動物特徵的人種，稱為「亞人」。

- 光之美少女：食尚甜心：本作中的6位光之美少女均帶有獸耳與獸尾等的動物特徵，還有所代表動物的本能。

- 無職轉生～到了異世界就拿出真本事～：獸人

- Re:從零開始的異世界生活：亞人

- 玩伴貓耳娘：凱提亞人

- 碧藍航線：大部分重櫻陣營艦船（如高雄、愛宕、雪風、夕立等）以及極少數非重櫻陣營艦船（如西姆斯、哈曼）。

## 註解
1. 1 2  . ピクシブ百科事典.   [2021-10-18]. （原始内容存档于2021-11-21） （日语）.
2. ↑  . ピクシブ百科事典.   [2021-10-18]. （原始内容存档于2021-11-21） （日语）.
3. ↑  . ピクシブ百科事典.   [2021-10-18]. （原始内容存档于2021-12-02） （日语）.
4. ↑  . ピクシブ百科事典.   [2021-10-18]. （原始内容存档于2021-11-26） （日语）.
5. ↑  . ピクシブ百科事典.   [2021-10-18]. （原始内容存档于2021-11-21） （日语）.
6. ↑  . ピクシブ百科事典.   [2021-10-18]. （原始内容存档于2021-12-30） （日语）.
7. ↑  . ピクシブ百科事典.   [2021-10-18]. （原始内容存档于2021-11-22） （日语）.
8. ↑  . ピクシブ百科事典.   [2021-10-18]. （原始内容存档于2021-10-19） （日语）.
9. ↑  . ピクシブ百科事典.   [2021-10-18]. （原始内容存档于2021-10-19） （日语）.
10. ↑  . ピクシブ百科事典.   [2021-10-18]. （原始内容存档于2021-11-27） （日语）.
11. ↑  . ピクシブ百科事典.   [2021-10-18]. （原始内容存档于2021-11-23） （日语）.
12. ↑  . ピクシブ百科事典.   [2021-10-18]. （原始内容存档于2021-12-09） （日语）.
13. ↑  . ピクシブ百科事典.   [2021-10-18]. （原始内容存档于2021-11-26） （日语）.

## 補充資料
- WikiFur 獸人愛好者百科全書
- 獣耳(けものみみ)とは【ピクシブ百科事典】 （页面存档备份，存于）
- 「腦波感應貓耳」萌度破錶 巴哈姆特 （页面存档备份，存于）
- 貓耳連動腦波 人類情緒看透透 華視新聞網 （页面存档备份，存于）